# هنري بسمر
هنري بِسِمِر (بالإنجليزية: Henry Bessemer) هو مهندس ومخترع ورجل أعمال إنجليزي عاش في الفترة ما بين 19 يناير 1813 – 15 مارس 1898. ويشتهر لابتكاره عملية بسمر لتصنيع الصلب.

## أنثوني بسمر
ولد والد بسمر ، أنثوني، في لندن، إلا أنه انتقل إلى باريس عندما بلغ عمره الحادية والعشرون. وقد كان مخترعًا، حيث قام، أثناء انشغاله في باريس مينت، بعمل آلة لصنع الميداليات التي يمكن أن تنتج أدوات قطع للصلب من نموذج أكبر. وقد أصبح عضوًا في الأكاديمية الفرنسية للعلوم، بسبب التحسينات التي أجراها على المجهر البصري، عندما كان عمره 26 عامًا فقط. وقد أجبر على مغادرة باريس بسبب الثورة الفرنسية، حيث عاد إلى بريطانيا. وهناك، قام باختراع عملية لعمل سلاسل الذهب، والتي حققت النجاح، مما ساعده على شراء عزبة في قرية تشارلتون، بالقرب من هيتشين في هرتفوردشاير، حيث ولد هنري في عام 1813.

## الاختراعات المبكرة
كان الاختراع الذي تمكن هنري بسمر من عمل أول ثروة له سلسلة من ست آلات تعمل بالبخار لعمل مسحوق البرونز، وكانت تستخدم في تصنيع طلاء الذهب. وكما يروي في سيرته الذاتية، قام بفحص مسحوق البرونز المصنوع في نورنبرغ الذي كان المكان الوحيد الذي يتم تصنيع هذا المسحوق به في تلك الحقبة. ثم قام بعمل منتج مشابه مع إجراء تحسينات عليه، وتسهيل خط الإنتاج المرتبط به. وقد كان ذلك بمثابة المثال المبكر الهندسة العكسية حيث يتم تحليل المنتج، ثم إعادة بنائه. وقد تم الإبقاء على العملية في سرية تامة، حيث لم يتمكن إلا عدد قليل من أقرب أفراد أسرته إليه من الوصول إلى المصنع. وقد كان ذلك بديلاً شائع الاستخدام لبراءات الاختراع، ومازالت تلك الأسرار التجارية مستخدمة حتى اليوم. وقد كان مسحوق نورنبرغ، الذي كان يصنع يدويًا، يباع في لندن للتجزئة بسعر 5 جنيهات إسترلينية و12 سنتًا للرطل، ولكنه قلل هذا السعر في النهاية ليصل إلى نصف كراون، أو حوالي 1/40.
وقد سمحت الأرباح الناجمة عن البيع له بمتابعة اختراعاته الأخرى.
وقد حصل بسمر على براءة اختراع لطريقة لعمل شريط مستمر من ألواح الزجاج في عام 1848، إلا أنها لم تنجح تجاريًا (انظر سيرته الذاتية، الفصل الثامن). ومع ذلك، حصل على خبرة في تصميم الأفران، التي كانت مفيدة للغاية في عملية صنع الصلب الجديدة الخاصة به.

## عملية بسمر

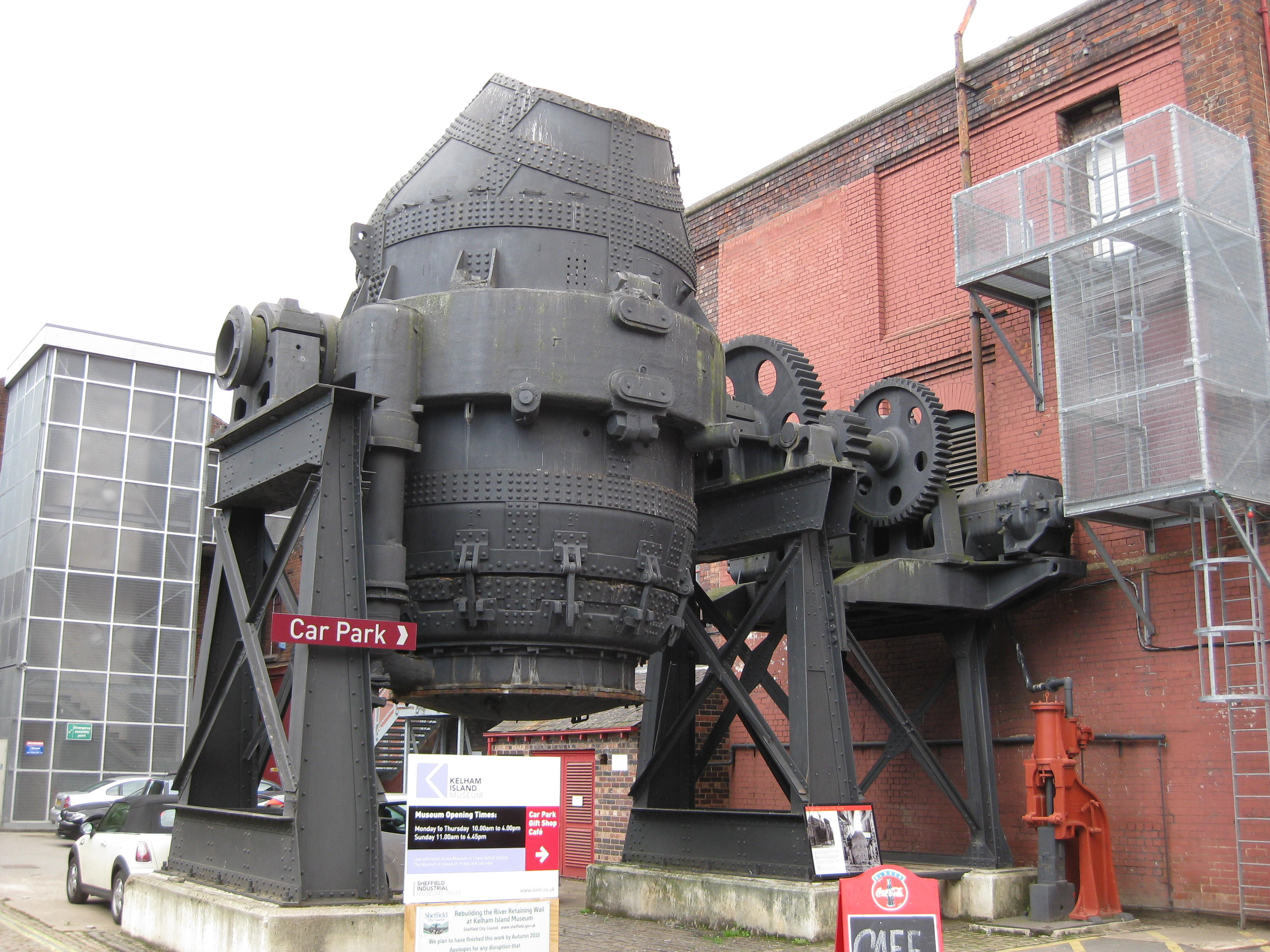
محول بسمر ، متحف جزيرة كيلام، شيفيلد، إنجلترا (2010).

وقد عمل هنري بسمر على حل مشكلة تصنيع الصلب الرخيص لأغراض إنتاج الذخائر من عام 1859 وحتى 1855، عندما سجل طريقته ببراءة اختراع. في 24 أغسطس عام 1856، قام بسمر بوصف عملية في اجتماع الجمعية البريطانية لتقدم العلوم في شيلتنهام أطلق عليها اسم «تصنيع الحديد بدون وقود». وقد تم نشر تلك العملية بشكل كامل في مجلة ذا تايمز. وقد اشتملت عملية بسمر على استخدام الأكسجين الموجود في الجو الذي يتم دفعه عبر الحديد الخام المنصهر لحرق المكونات غير النقية، وبالتالي يتم تكوين الصلب. وقد كان جيمس ناسميث يعمل على فكرة مشابهة لبعض الوقت قبل ذلك. وحيث إن ناسميث كان مترددًا في الحصول على براءة الاختراع، كما أنه في تلك الحالة كان لا يزال يعمل على حل بعض المشكلات في طريقته، فقد توقف عن المشروع بعد سماع بسمر في الاجتماع. إلا أن بسمر ، رغم ذلك، اعترف بجهود ناسميث من خلال منحه ثلث قيمة براءة الاختراع الخاصة به. إلا أن ناسميث رفض ذلك، حيث إنه في ذلك الوقت كان على وشك التقاعد.

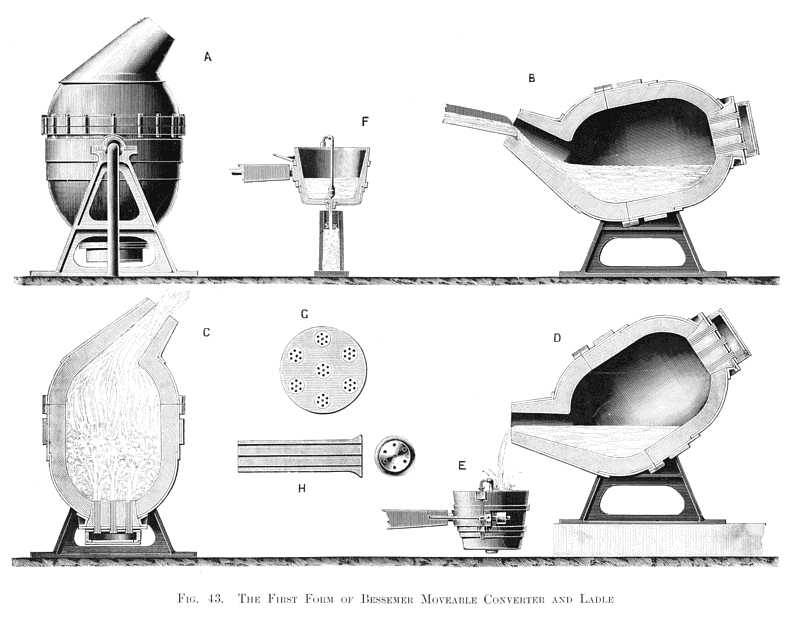
محول بسمر

كانت العديد من الصناعات تعاني من نقص الصلب، حيث إنه كان يعتمد على الحديد الزهر والحديد المطاوع فقط. وتشتمل الأمثلة على هياكل السكك الحديدية مثل الكباري والمسارات، حيث كان يشعر العديد من المهندسين والمصممين بشدة بالطبيعة الغادرة للحديد الزهر. وقد وقعت العديد من الحوادث عندما انهارت أعمدة الحديد الزهر، مثل كارثة جسر دي في مايو 1847، والحوادث التالية مثل انهيار جسر ووتون وحادث جسر بول في عام 1860. وقد تكررت المشكلة في كارثة جسر تاي عام 1879، واستمرت حالات الفشل إلى أن تم استبدال كل الجسور المصنوعة من الحديد الزهر واستخدام هياكل بديلة من الصلب. وقد كانت هياكل الحديد المطاوع أكثر اعتمادية، حيث كانت حالات الفشل المرتبطة بها قليلة للغاية.

## معرض الصور

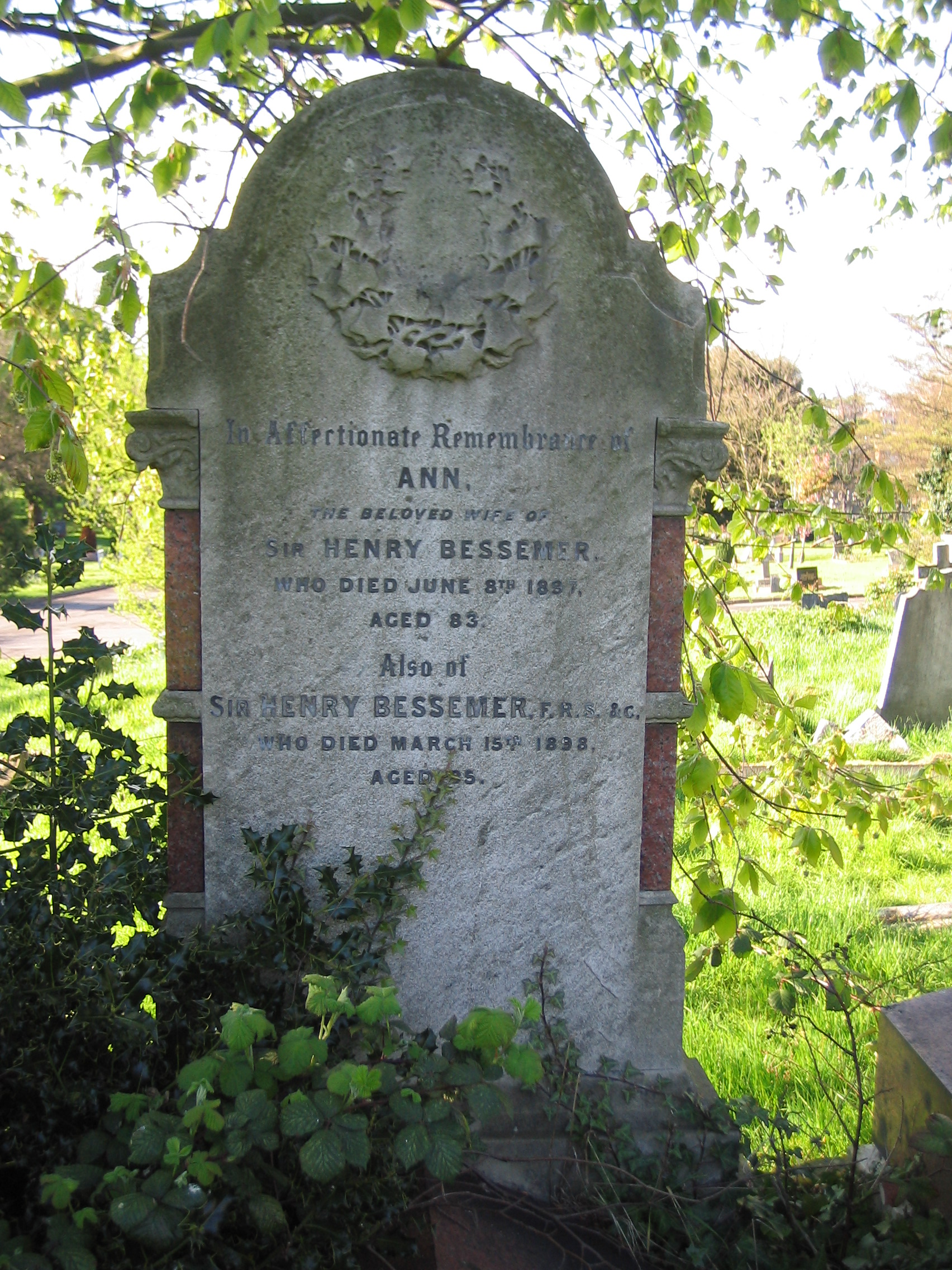
شاهد قبر السير هنري بسمر ، مقبرة ويست نوروود

## قائمة المصادر
- تحوي هذه المقالة معلومات مترجمة من الطبعة الحادية عشرة لدائرة المعارف البريطانية لسنة 1911 وهي الآن ضمن الملكية العامة.
- روبرت موشيه

## وصلات خارجية
- هنري بسمر على موقع الموسوعة البريطانية (الإنجليزية)
- هنري بسمر على موقع إن إن دي بي (الإنجليزية)
- Bessemer's autobiography